# Acacia asperulacea
Acacia asperulacea är en ärtväxtart som beskrevs av Ferdinand von Mueller. Acacia asperulacea ingår i släktet akacior, och familjen ärtväxter. Inga underarter finns listade i Catalogue of Life.